# Trigonal bipyramidal geometri

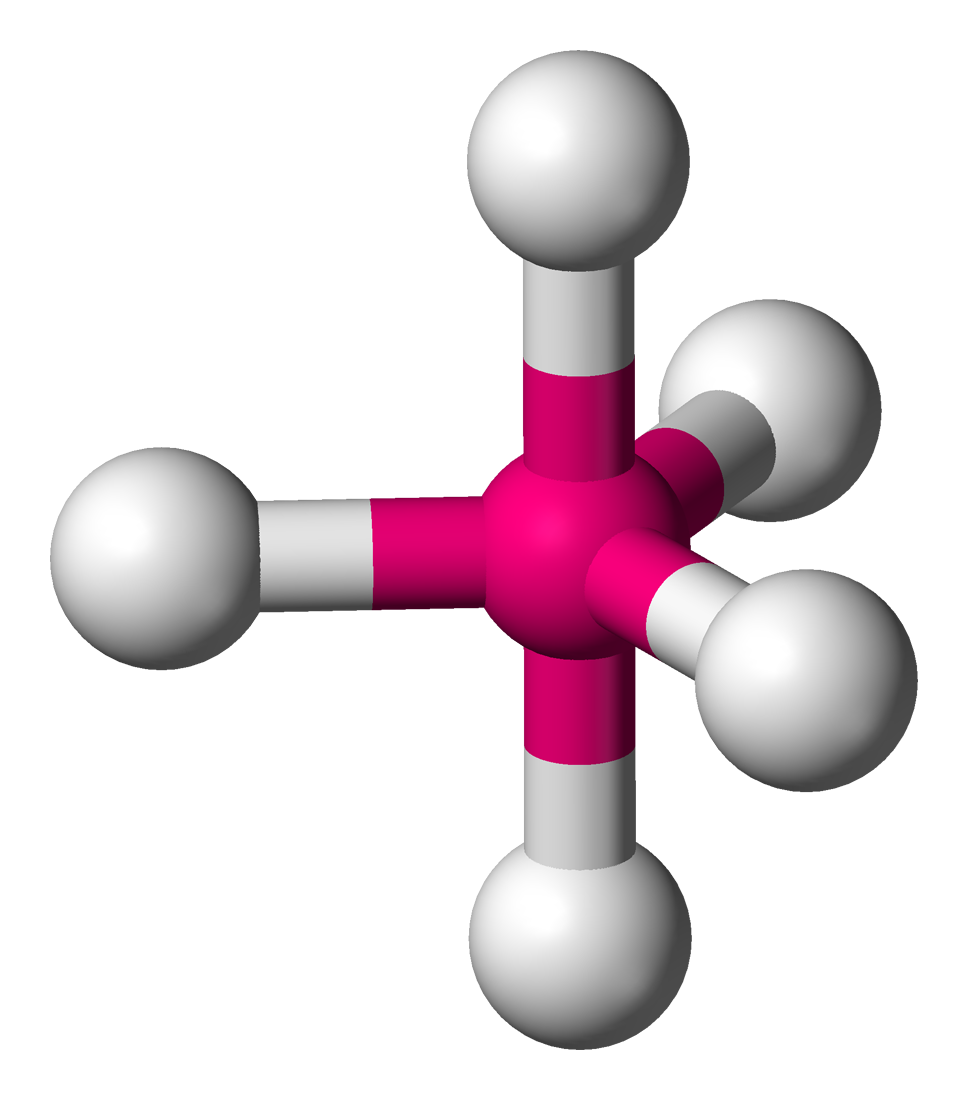
En generaliserad struktur med centralatomen i rosa.

Trigonal bipyramidal geometri är en molekylär geometri med koordinationstalet 5. En ideal trigonal bipyramidal molekyl kan skrivas som AX5, där A betecknar centralatomen och X betecknar identiska substituenter. Bindningsvinklarna är ej lika för samtliga substituenter utan 120° i triangeln, kallade ekvatoriella positioner, från dessa 90° till de båda pyramidernas toppar, kallade apicala positioner. I de fall då alla substituenter X ej är identiska kan trigonal bipyramidal molekyler ibland uppvisa isomeri. Exempel på ideala trigonal bipyramidala molekyler är fosforpentaklorid PCl5 och komplexet järnpentakarbonyl Fe(CO)5.

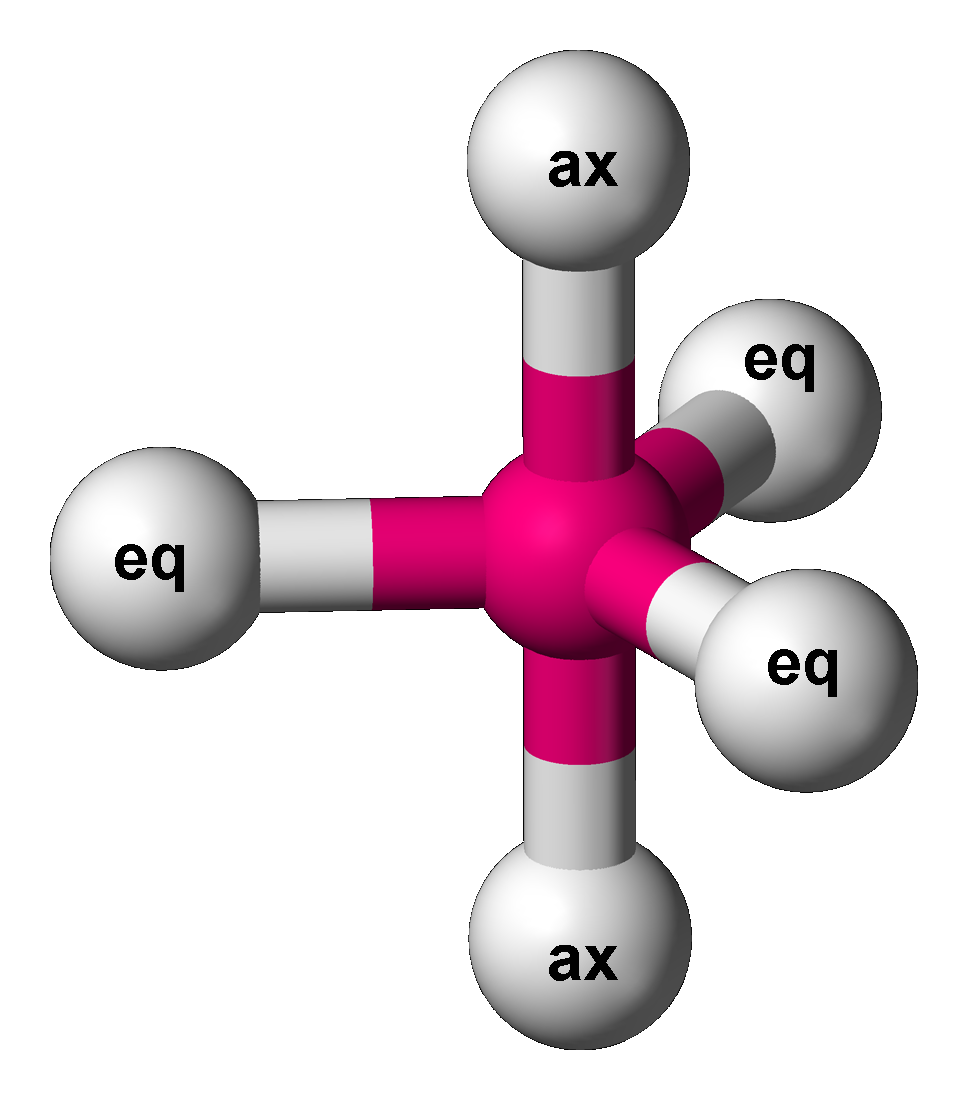
ax = apicala
eq = ekvatoriella